# Mary T. Meagher
Mary T. Meagher (n. 27 octombrie 1964, Kentucky, SUA) este o înotătoare americană, medaliată olimpică. A participat la 2 ediții ale Jocurilor Olimpice (1984, 1988) în care a câștigat 4 medalii de aur și două medalii de bronz.